# El Serral (Castellví de la Marca)
El Serral és una muntanya de 272 metres que es troba al municipi de Castellví de la Marca, a la comarca de l'Alt Penedès.